# Muerte en el aire
Death in the Air (también titulada Pilot X y The Mysterious Bombardier) es una película estadounidense de 1937 dirigida por Elmer Clifton y protagonizada por Lona Andre, John Carroll, Leon Ames y Henry Hall. Además, se conoce como Murder in the Air en el Reino Unido y como The Mysterious Bombardier en su reedición en Estados Unidos. Esta película marcó el debut de Fanchon Royer como productora para su nueva empresa, Fanchon Royer Features, Inc. Según un informe de Film Daily, se le extendió una oferta de papel en la película al exagente del FBI Melvin Purvis, quien finalmente la rechazó.

## Trama
El inspector Gallagher del Departamento de Comercio de los Estados Unidos se muestra suspicaz ante una serie de accidentes y desapariciones que involucran a los aviones de la Goering-Gage Aviation Corporation. Acompañado por el piloto de pruebas Jerry Blackwood, Gallagher decide investigar la empresa. Jerry realiza pruebas de vuelo en los aviones de Goering-Gage, pero no encuentra ninguna anomalía. Sin embargo, la situación cambia cuando un superviviente de uno de los accidentes afirma que su avión fue atacado por una aeronave misteriosa. Preocupado por estas acusaciones, Henry Goering, el dueño de la compañía, decide contratar al psiquiatra Dr. Norris para interrogar al hombre. El Dr. Norris sostiene la teoría de que los ataques podrían estar vinculados a un expiloto altamente hábil y psicótico de la Primera Guerra Mundial, a quien se refiere como "Piloto X".
Con la colaboración de Blackwood, Goering y Norris logran reunir a un conjunto de cinco antiguos ases de la aviación que podrían estar relacionados con el enigmático Piloto X. El grupo incluye al teniente alemán Baron von Guttard, al teniente francés Rene Le Rue, al capitán británico Roland Saunders, al teniente canadiense Douglas Thompson y al teniente estadounidense John Ives. Estos veteranos de la aviación se congregan en una mansión con el propósito de trazar un plan para enfrentarse al Piloto X.
No obstante, von Guttard se vuelve sospechoso de inmediato debido a su hijo Carl, un ex prisionero de guerra alemán. Durante la primera patrulla del equipo, el Piloto X ataca y asesina a von Guttard. Más tarde ese mismo día, Le Rue es asesinado por el Piloto X y al día siguiente, Saunders sufre un colapso mental. Blackwood recibe una nota del Piloto X que lo invita a encontrarse con él en el cielo a la mañana siguiente. Thompson también recibe una nota similar, pero el Piloto X, que está en el aeródromo, pinta una "X" en la aeronave de Thompson.
Blackwood confunde a Thompson con el Piloto X y lo mata. Cuando una lata de pintura es hallada en el casillero de Ives, todos empiezan a sospechar que él podría ser el Piloto X. Esa misma noche, el Dr. Norris se comunica con el anciano Goering y le revela que conoce la identidad del Piloto X, pero que ha sido asesinado. Gallagher empieza a considerar la posibilidad de que Blackwood sea el Piloto X y ordena a Ives y Saunders que lo persigan.
No obstante, Helen Gage, la protegida de Henry, hace un descubrimiento crucial. Encuentra una parte de las gafas de Saunders cerca del cuerpo de Norris y la otra mitad en su avión. En una persecución aérea, Saunders persigue a Blackwood con Helen atrapada en su aeronave. Cuando están en el aire, el Piloto X hace su aparición y ataca a Saunders, dejándolo herido.
En una intensa confrontación aérea, el Piloto X ataca a Blackwood pero finalmente es derribado. En los restos del avión del Piloto X, se descubre el cuerpo de Carl Goering, acompañado de una fotografía donde lo muestra vistiendo un uniforme alemán. La verdad es que Carl no fue un prisionero de guerra, sino que desertó y se unió a la Fuerza Aérea Alemana. Con el enigma finalmente resuelto, Blackwood y Helen se dan cuenta de que hay una conexión especial entre ellos y se abrazan.

## Elenco
- Lona Andre como Helen Gage
- John Carroll como Jerry Blackwood
- Leon Ames como Carl Goering
- Henry Hall como Henry Goering
- Hans Joby como Lt. Baron von Guttard (acreditado como John S. Peters)
- Gaston Glass como Lt. Rene La Rue
- Pat Somerset como Capt. Roland Saunders
- Wheeler Oakman como Lt. Douglas Thompson
- Reed Howes como Lt. John Ives
- Willard Kent como Inspector Gallagher
- John Elliott como Dr. Norris

## Producción
El rodaje de Muerte en el Aire, bajo el título provisional de Pilot X, comenzó el 25 de junio de 1936. Se sucedieron una serie de cambios de nombre y se presentó un affidavit el 10 de marzo de 1938 ante la junta de censura del estado de Nueva York para cambiar el título a Pilot X. El 13 de mayo de 1943, la producción fue retitulada y relanzada como Mysterious Bombardier.
Las aeronaves empleadas en la película incluyen modelos como el Waco INF, el Pitcairn PA 7S "Mailwing Sport", el Fleet 2 y el Stinson SR 8B. También se integraron en la película fragmentos de archivo de Hell's Angels (1930), que contenía escenas con el Fokker D.VII y el Sikorsky S-29-A. Además, se utilizaron secuencias de aviones de combate Boeing F2B capturadas en presentaciones aéreas.[cita requerida]

## Recepción
En el libro "Aviation in the Cinema", el historiador de cine de aviación Stephen Pendo consideró Muerte en el Aire como "un melodrama muy malo y rápidamente realizado sobre un piloto excombatiente obsesionado con el asesinato ... utilizó mucho metraje de archivo".[cita requerida]

### Citas
1. ↑  "Notes: 'Death in the Air' (1937)." Turner Classic Movies. Retrieved: 1 de abril de 2017.